# Segreti di famiglia (film 2015)
Segreti di famiglia (Louder Than Bombs) è un film del 2015 diretto da Joachim Trier.

## Trama
Isabelle Reed è una reporter di guerra morta in un incidente automobilistico. Alcuni anni dopo viene realizzata una mostra dedicata a lei che fa riemergere i contrasti sopiti tra il marito Gene e il figlio Conrad che mostra di avere delle pulsioni suicide, ignorando che la madre è morta proprio suicida. La coppia ha avuto un altro figlio, Jonah che ormai vive distante, il quale è stato chiamato per curare il materiale da esporre nella mostra. L'uomo non ha mai accettato la tesi del suicidio e tra le foto a lui sottoposte, cerca di fare scomparire quelle che potrebbero rivelare una relazione extraconiugale della madre, inoltre mente ad Erin, una fidanzata del liceo per passare la notte con lei, poi avvisa la moglie che deve trattenersi più del previsto.
Jonah e Conrad leggono alcune pagine del diario della madre nelle quali forse si spiega il comportamento a volte bizzarro della donna, Conrad vorrebbe che Melanie lo leggesse nonostante l'opposizione del fratello.
Richard, un giornalista che sta scrivendo un pezzo su Isabelle, rivela a Gene che loro due erano stati amanti durante le loro trasferte ma che non si sono mai incontrati durante i periodi in cui tornavano a casa. L'articolo esce prima del previsto e Conrad, chiesta conferma al padre di quanto scritto, accetta le rivelazioni, confidandogli però che il fratello sembra gestire male la situazione.
Jonah, che da tempo sta evitando la moglie e il figlio, non vuole tornare a casa. Il padre e il fratello decidono di accompagnarlo e durante il viaggio Conrad racconta un sogno in cui la madre aveva portato dall'estero un bambino che si rivela essere il figlio di Jonah.